# Andrea Morassi
Andrea Morassi (* 30. August 1988 in Tolmezzo) ist ein ehemaliger italienischer Skispringer und heutiger Skisprungtrainer.

## Werdegang

### Skisprungkarriere
In der Saison 2006/07 konnte Morassi erstmals mit einigen Erfolgen aufwarten. Dabei gelang ihm am 28. Januar 2007 beim Weltcup in Oberstdorf ein für ihn und viele andere sensationelles Ergebnis, mit Platz 3. Dies war sein bisher bestes Karriereresultat im Weltcup. Den Gesamtweltcup beendete er auf dem 38. Platz.
Im Anschluss (3./4. Februar) nahm er beim Continental-Cup in Pragelato teil und konnte seine gute Form mit einem 1. Platz und einem 3. Platz bestätigen. Bei der Junioren-WM im März in Tarvisio errang er einen respektablen 6. Platz. Auch im Jahr 2006 landete er weit vorn und beendete die Junioren-WM in Kranj auf Platz 3.
Bei den Olympischen Winterspielen 2010 in Vancouver schied Morassi im Springen von der Normalschanze nach dem 1. Durchgang als 43. aus. Beim ersten Mixed-Team-Wettbewerb in der Weltcupgeschichte am 23. November 2012 in Lillehammer konnte Morassi mit der italienischen Mannschaft, zu der außerdem auch Elena Runggaldier, Evelyn Insam und Sebastian Colloredo gehörten, hinter Norwegen und Japan Platz drei erringen.
Bei der Nordischen Skiweltmeisterschaft 2013 im Val di Fiemme erreichte Morassi von der Normalschanze im Einzelspringen den 30. Platz. Im Mixed-Wettbewerb auf gleicher Schanze gelang ihm und Elena Runggaldier, Evelyn Insam und Sebastian Colloredo der Sprung auf den siebenten Platz. Im Einzel von der Großschanze verpasste er mit Platz 38 den zweiten Durchgang, konnte aber im Teamwettbewerb mit Roberto Dellasega, Davide Bresadola und Sebastian Colloredo den achten Platz erreichen. Im Einzelweltcup nach der Weltmeisterschaft im finnischen Lahti verpasste er im Einzel die Qualifikation und schied auch im Teamspringen mit der Mannschaft nach dem ersten Durchgang als Neunter aus.
Ab der Saison 2013/14 konnte er jedoch nicht mehr an seine vorherigen Leistungen anknüpfen, holte keine Weltcuppunkte mehr und beendete schließlich 2016 seine Karriere.
Morassi startete für die Sportgruppe des Corpo Forestale dello Stato (Gruppo Sportivo Forestale). Seit Januar 2008 ist er reguläres Mitglied dieser Polizeieinheit.
Anfang 2016 beendete Morassi seine Karriere.

### Trainerlaufbahn
Morassi begann 2018 seine Trainerlaufbahn als Assistenzcoach des damaligen italienischen Nationaltrainers Łukasz Kruczek. Zur Saison 2019/20 wurde Morassi zum italienischen Skisprungnationaltrainer befördert.

## Erfolge

### Weltcup-Platzierungen
| Saison  | Platz | Punkte |
| ------- | ----- | ------ |
| 2005/06 | 63.   | 11     |
| 2006/07 | 38.   | 97     |
| 2007/08 | 66.   | 15     |
| 2009/10 | 45.   | 60     |
| 2010/11 | 52.   | 45     |
| 2011/12 | 38.   | 90     |
| 2012/13 | 63.   | 12     |

### Grand-Prix-Platzierungen
| Saison | Platz | Punkte |
| ------ | ----- | ------ |
| 2005   | 51.   | 13     |
| 2006   | 55.   | 21     |
| 2007   | 58.   | 24     |
| 2010   | 76.   | 05     |
| 2011   | 42.   | 49     |
| 2013   | 84.   | 03     |